# Bulbophyllum scyphochilus
Bulbophyllum scyphochilus là một loài phong lan thuộc chi Bulbophyllum.